# Codewars
Codewars est une communauté d'apprentissage pour les développeurs informatiques. 

## Description
Sur la plateforme, les développeurs se perfectionnent en résolvant des exercices de programmation appelés kata,. Ces exercices ciblent des compétences informatiques variées disponibles dans de nombreux langages et les développeurs les complètent au moyen d'un EDI en ligne,,. Les développeurs peuvent comparer leurs solutions et créer leurs propres kata. Les katas sont classés par ordre de difficulté, allant de 8e kyu (le niveau d'entrée) à 1er kyu (le plus haut niveau actuel).

## Fondation
Codewars a été fondé par Jake Hoffner et Nathan Doctor en novembre 2012. Les fonds obtenus par l'entreprise s'élèvent à plus d'un million de dollars, provenant d'investisseurs faisant partie du domaine technologique, tels que Cornerstone OnDemand Inc., le fonds d'investissement Venture51, Paige Craig et Brian Lee.